# Fortrose
Fortrose (gaelico scozzese: A‘ Chananaich; scots: Chainry) è un burgh dello Ross-shire, nelle Highland scozzesi.

## Storia
Il borgo è situato sul fiordo Moray Firth, circa 10 chilometri a nordest di Inverness. Il luogo è rinomato per la sua cattedrale del XIII secolo: nel Medioevo era la sede della diocesi di Ross. La cattedrale fu in gran parte demolita nel XVII secolo da Oliver Cromwell per fornire materiale edile alla cittadella di Inverness. Rimangono la navata a volta dell'ala meridionale, con campanile, e una sala capitolare indipendente (usata come il casello doganale di Fortrose dopo la Riforma). Questi frammenti, sebbene di modeste dimensioni, mostrano una notevole raffinatezza architettonica e sono gestiti da Historic Scotland (senza alcun costo d'ingresso).

## Cultura

### Fortrose Academy
L'Accademia di Fortrose è l'unica scuola media dell'area geografica circostante (Black Isle). Ci sono in media 780 studenti iscritti ogni anno. Tra gli insegnanti più noti si annovera il professor A. Tait, che ha vinto il Premio di Insegnante dell'Anno in Scozia nel 2006. Il preside della scuola attualmente (2013) è Mr Donnie Mackenzie.

### Biblioteca
Parte della succitata scuola, ma aperta al pubblico in generale, si trova la Biblioteca di Fortrose, che è collegata col Gruppo delle Biblioteche delle Highland. La biblioteca viene usata regolarmente dagli studenti delle medie, che partecipano inoltre allo schema di "power readers (lettori potenti)", in cui i partecipanti ricevono premi per aver letto un certo numero di libri, per poi passare a livello più alto. A causa delle dimensioni ridotte della biblioteca, i libri cambiano spesso ed in rotazione con altre biblioteche.

### Sport
Fortrose condivide un campo da golf col villaggio di Rosemarkie. Situato sulla lingua di terra chiamata Chanonry Ness, il campo si estende sul Moray Firth e offre belle vedute di Fort George e di Ardersier. Il campo è noto per la sua "4ª buca speciale" detta "Lighthouse (Faro)". Il faro in questione è quello di Chanonry Point, che fu progettato dall'ingegnere scozzese Alan Stevenson ed acceso per la prima volta il 15 maggio 1846.
Situato vicino alla scuola si trova il centro ricreativo di Black Isle. Comprende una palestra e un'area interna che include quattro campi da badminton, quattro campetti e un campo regolare di pallacanestro. Fornisce inoltre reti a ciascun latop per il gioco del calcio. Gli studenti dell'Accademia di Fortrose frequentano regolari lezioni di musica ed educazione fisica presso il centro.
Il borgo è un luogo popolare per l'avvistamento di delfini tursiope nel Moray Firth.

## Galleria d'immagini
Vedute del Moray Firth in zona Fortrose e dintorni:
| - Panoramica di Fortrose e della Black Isle - Rosemarkie Bay - Veduta di Fortrose da Ardersier - Union Street, Fortrose - delfino femmina con piccoli nel fiordo - Fattoria Broomhill - Veduta serale - Findhorn Beach - Foche del Moray Firth - Veduta del fiordo - Il faro di Chanonry Point - Anderson's Restaurant |